# Amphinectidae

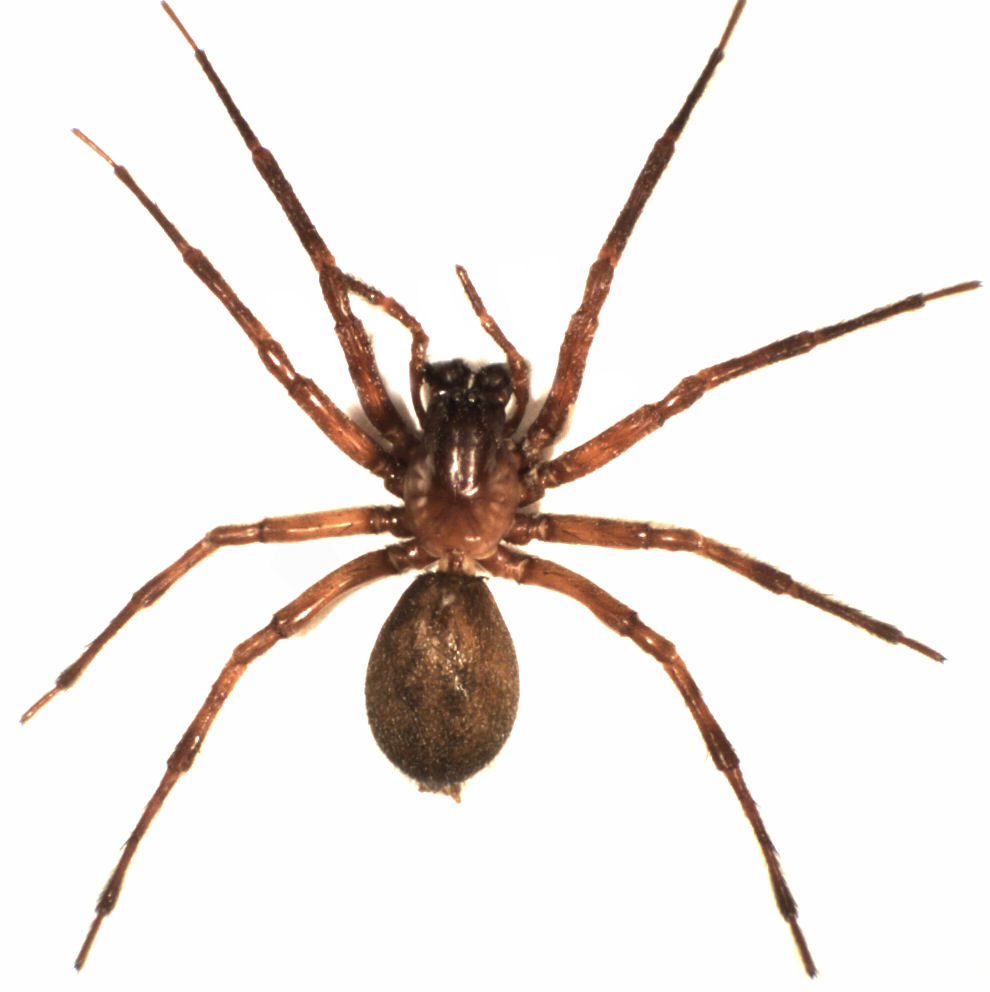
Huara grossa

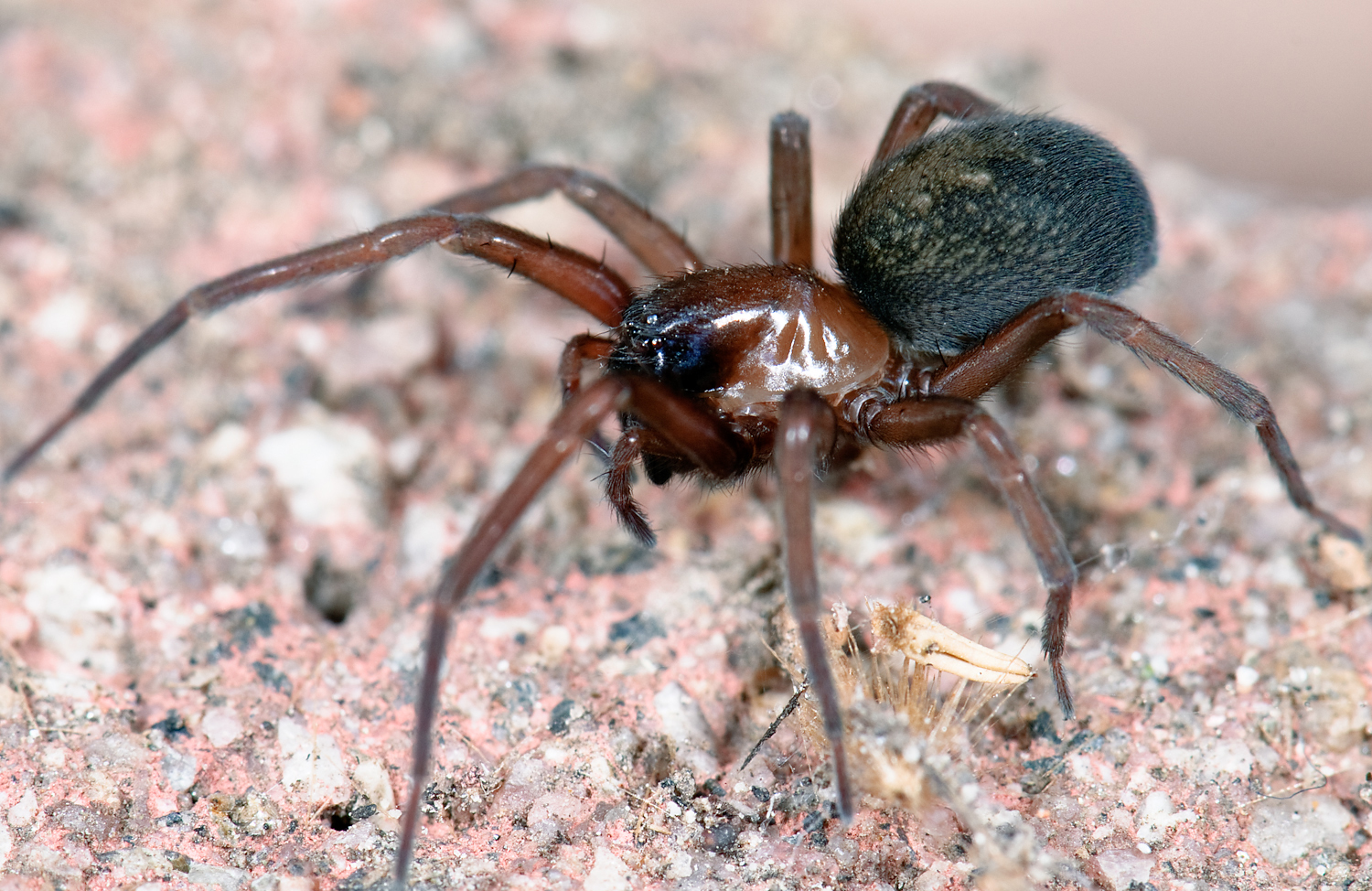
Metaltella simoni

Amphinectidae (лат.) — семейство аранеоморфных пауков из надсемейства Agelenoidea. Насчитывают 159 современных видов, объединяемых в 32 рода. Ископаемые представители не описаны.

## Распространение
Большинство представителей обитают в Австралии и Новой Зеландии. Исключение составляют два рода, населяющих Новый Свет: Calacadia (Чили) и Metaltella (ряд стран Южной Америки). Южноамериканский вид Metaltella simoni интродуцирован в южные штаты США и, предположительно, вытесняет местный вид пауков Titanoeca brunnea (Titanoecidae).

## Таксономия
Семейство Amphinectidae включает 32 рода:
- Akatorea Forster & Wilton, 1973 — Новая Зеландия
- Amphinecta Simon, 1898 — Новая Зеландия
- Aorangia Forster & Wilton, 1973 — Новая Зеландия
- Austmusia Gray, 1983 — Австралия
- Buyina Davies, 1998 — Австралия
- Calacadia Exline, 1960 — Чили
- Carbinea Davies, 1999 — Австралия
- Cunnawarra Davies, 1998 — Австралия
- Dunstanoides Forster & Wilton, 1989 — Новая Зеландия
- Holomamoea Forster & Wilton, 1973 — Новая Зеландия
- Huara Forster, 1964 — Новая Зеландия
- Jalkaraburra Davies, 1998 — Австралия
- Kababina Davies, 1995 — Австралия
- Keera Davies, 1998 — Австралия
- Magua Davies, 1998 — Австралия
- Makora Forster & Wilton, 1973 — Новая Зеландия
- Malarina Davies & Lambkin, 2000 — Австралия
- Mamoea Forster & Wilton, 1973 — Новая Зеландия
- Maniho Marples, 1959 — Новая Зеландия
- Marplesia Lehtinen, 1967 — Новая Зеландия
- Metaltella Mello-Leitão, 1931 — Южная Америка
- Neolana Forster & Wilton, 1973 — Новая Зеландия
- Neororea Forster & Wilton, 1973 — Новая Зеландия
- Oparara Forster & Wilton, 1973 — Новая Зеландия
- Paramamoea Forster & Wilton, 1973 — Новая Зеландия
- Penaoola Davies, 1998 — Австралия
- Quemusia Davies, 1998 — Австралия
- Rangitata Forster & Wilton, 1973 — Новая Зеландия
- Reinga Forster & Wilton, 1973 — Новая Зеландия
- Rorea Forster & Wilton, 1973 — Новая Зеландия
- Tanganoides Davies, 2005 — Австралия
- Tasmabrochus Davies, 2002 — Тасмания
- Tasmarubrius Davies, 1998 — Тасмания
- Teeatta Davies, 2005 — Тасмания
- Wabua Davies, 2000 — Австралия
- Waterea Forster & Wilton, 1973 — Новая Зеландия